# Галерија српске историје
Галерија српске историје као јавно доступна веб апликација представља енциклопедију, односно колекцију, историјских и јавних личности српског порекла, као и других информација о Србији, као што су знаменитости, хронологија догађаја или цитати познатих аутора. Тренутно, ова колекција садржи преко 3700 личности, преко 1700 знаменитости, преко 150 догађаја и преко 300 цитата српских аутора.

## Кратак преглед функционалности апликације
1. Кликабилна мапа Србије, са свим општинама и градовима
2. За сваки град и општину, ту је лична карта, његове личности и знаменитости
3. Личности су подељене у 16 категорија, а могућа је и претрага по таговима
4. Знаменитости су подељене у 6 категорија и око 40 поткатегорија
5. Времеплов српске историје - битке, развој државе, биографије, филмографија, спорт, уметност
6. Цитати српских аутора
7. Календар рођендана и догађаја - за данашњи дан или било који други дан
8. Преко 100 различитих тагова из разних области
9. Дневни квиз, са 5 једноставних игрица
10. Светла и тамна тема апликације
11. Респонзивни дизајн, прилагођен мобилним, таблет и десктоп уређајима
12. Апликацију је могуће из браузера инсталирати на телефон
13. Апликација је одрађена само на ћирилици, тренутно. С тим да сама претрага личности може да се ради и на латиничној тастатури.
14. Логовање са Гугл налогом и креирање персонализоване листе омиљених личности
15. Секција "Да ли сте знали?" са интересантним занимљивостима из српске историје
16. Потпуно бесплатна за кориснике.